# Unification démocratique
L'Unification démocratique (UD) est un parti politique hondurien, fondé le 29 septembre 1992, par la fusion de quatre partis politiques de gauche clandestins ou semi-clandestins, dans le contexte changeant de la situation politique en Amérique centrale à cette période qui marquait la fin de la guerre froide.

## Histoire
Le parti est né de la fusion des suivants partis gauchistes clandestins :
- Parti pour la transformation du Honduras
- Parti révolutionnaire hondurien
- Parti morazaniste de libération nationale
- Parti de la rénovation démocratique (anciennement le Parti communiste du Honduras)

L'État reconnaît légalement l'Unification démocratique par le décret 189-93 du Congrès national, peu après le Traité d'Esquipulas, qui reconnaissait aux guérillas centraméricaines le statut de parti politique légal. Subséquemment, le Tribunal national électoral reconnaît également le parti en tant que cinquième formation politique du pays.
Aux élections générales de 1997, le parti obtient 1 % des voix au niveau présidentiel, 2 % au niveau législatif et 1 % au niveau municipal. Un de leurs candidats au Congrès national est élu, un député au Parlacen, un maire et 21 conseillers. Lors des élections générales de 2001, le parti obtient encore 1 % des voix au niveau présidentiel, mais 4 % au niveau parlementaire et 2 % au niveau municipal. Cinq de leurs candidats au Congrès national sont élus, un au parlement centraméricain et 26 conseillers. Lors des élections générales de 2005, le candidat présidentiel du parti, Juan Ángel Almendarez, obtient 1 % et cinq députés nationaux sont élus.
Le parti soutient le président Manuel Zelaya avant comme après le coup d'État du 28 juin 2009, et dénonce la persécution de la part des autorités putschistes contre ses membres du parlement ainsi que l'assassinat de quelques-uns de ses chefs,.

## Identité visuelle
Les couleurs de l'UD sont le rouge et le jaune. Le rouge symbolise le sang des martyrs dans la lutte et le jaune symbolise le nouveau recommencement du Honduras. Le drapeau de l'UD est jaune avec l'inscription « UD » en rouge. La devise de l'UD est « UD fait la différence (UD pouvant également être interprété comme usted signifiant vous en espagnol : « Vous faites la différence ».